# Birnbrot

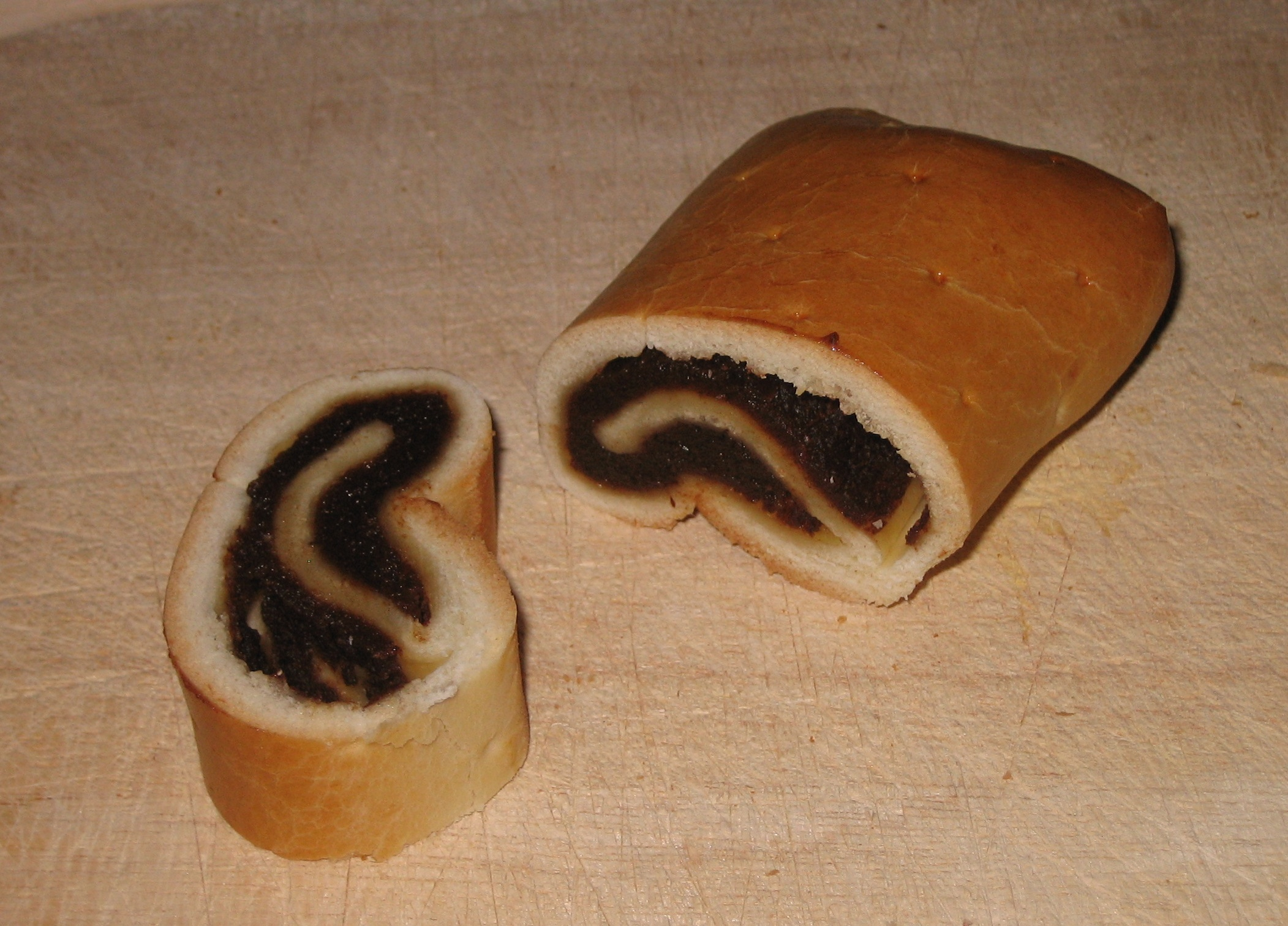
Birnweggen

Birnbrot a Birnweggen (česky hruškový chléb) je tradiční pečivo švýcarských Alp a alpského předhůří, plněné sušenými hruškami. Kromě hrušek může náplň obsahovat také rozinky (sultánky), vlašské ořechy a často také fíky a kousky sušených jablek. Náplň bývá ochucena kandovanou pomerančovou kůrou, kandovanou citronovou kůrou, koriandrem, skořicí, badyánem, anýzem a hřebíčkem, stejně jako pálenkou z vinných matolin Tresterbrand, třešňovou pálenkou Kirschwasser nebo vínem.
Mezi populární varianty hruškového chleba patří:
- Bündner Birnbrot, jinak také Huxelbrot (rétorománsky Paun cun paira), připravovaný v švýcarském kantonu Graubünden,
- Glarner Birnbrot připravovaný v kantonu Glarus,
- Toggenburger Birnbrot připravovaný v oblasti údolí Toggenburg,
- Luzerner Birnweggen připravovaný v kantonu Luzern.

Birnbrot a Birnweggen lze rozlišit podle způsobu přípravy a oblasti výroby. Birnbrot se připravuje tak, že se hrušková náplň smíchá s chlebovým těstem vyrobeným z mouky Ruchmehl a tato směs se obalí tenkou vrstvou kynutého těsta. Naproti tomu Birnweggen se připravuje tak, že se náplň rozetře na tenkou vrstvu kynutého těsta, která se zavine. Birnbrot je běžný ve východních švýcarských Alpách a předhůří Alp, zatímco Birnweggen je běžný ve středním Švýcarsku.
V minulosti byl Birnbrot chlebem chudých lidí, kteří se ve švýcarských Alpách a oblasti alpského předhůří živili především chovem dobytka a chlebové obilí z nížin pro ně bylo drahé. Obilí proto nastavovali sušenými plody. V kantonu Graubünden jsou vyráběny lokální varianty hruškového chleba. Tento chléb má velký podíl chlebového těsta (chlebové mouky) a je pečen bez obalení těstem.
V případě výroby hruškového chleba Glarner a Toggenburger jsou hrušky uvařeny, propasírovány a následně smíchány s ostatními přísadami. V případě výroby chleba Bündener jsou hrušky přes noc namočeny v hruškové pálence nebo růžové vodě, následně se nepasírují, což dává tomuto chlebu hrubší strukturu a silnější hruškovou chuť.
Tradičně jsou Birnbrot a Birnweggen pečivem období adventu a vánočních svátků, v kantonu Graubünden pak především období přelomu roku. V obci Scuol, ležící v tomto kantonu, je zvykem, že dívky dávají 26. prosince hruškový chléb svým nejoblíbenějším spolužákům a zato jsou od nich pozvány k jízdě na saních.
Dnes je Birnbrot v německy hovořící části Švýcarska dostupný celoročně. Birnbrot je konzumován namazaný máslem ke kávě nebo v kombinaci s čerstvým sýrem, velmi populární je také jako občerstvení pro turisty a lyžaře.